# Vertegenwoordiging van de Vlaamse Regering in Den Haag

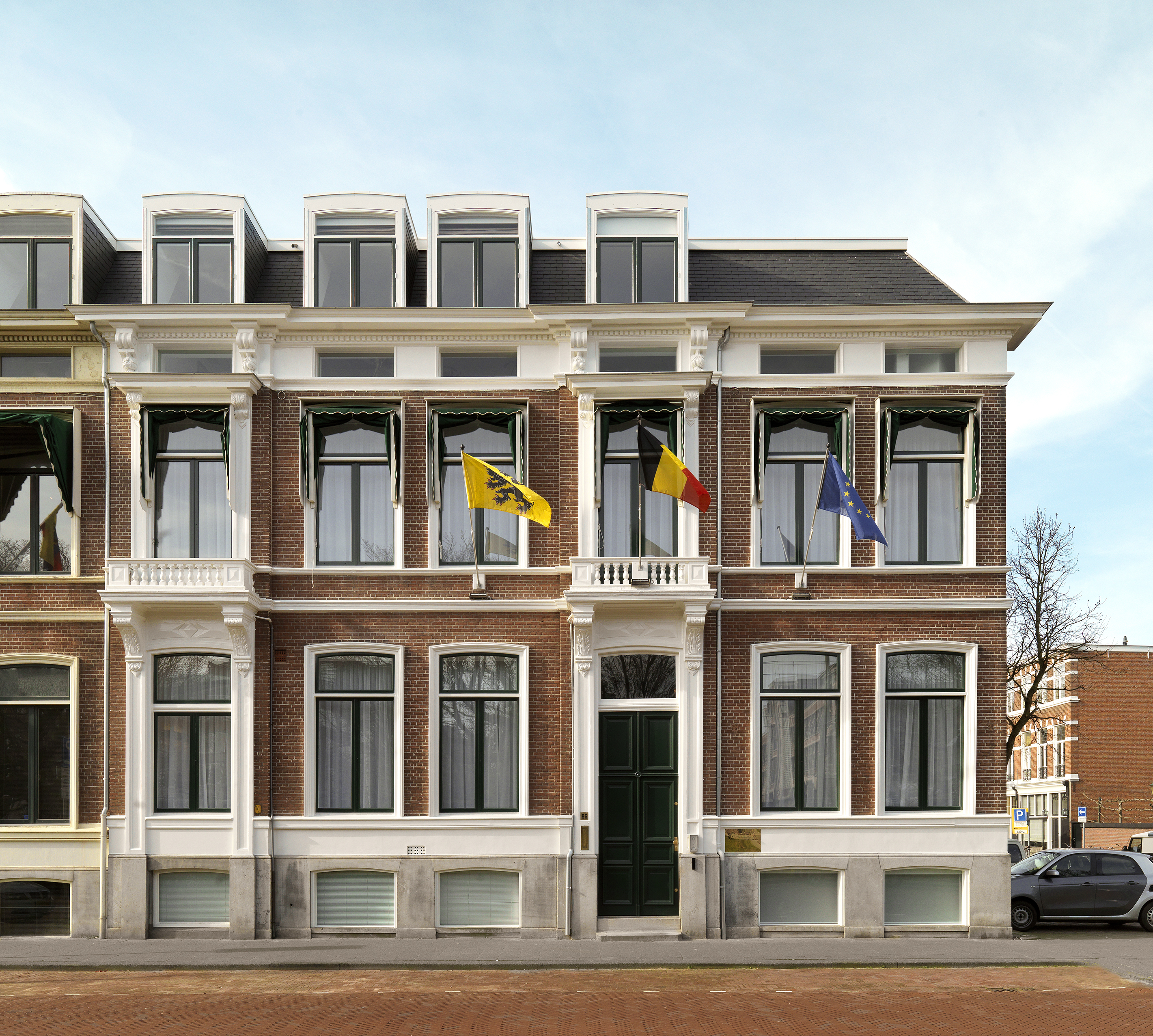
Vlaamse Vertegenwoordiging in Den Haag

De Vlaamse Vertegenwoordiging in Den Haag - met haar officiële naam Diplomatieke Vertegenwoordiging van de Vlaamse Regering in Nederland - is het permanente diplomatieke communicatiekanaal van de Vlaamse Regering met Nederland. Zij werd opgericht in 1994 en is zo de oudste bestaande diplomatieke post van de Vlaamse Regering en van de deelstaat Vlaanderen. Vlaanderen heeft ook Algemene Afvaardigingen op andere locaties, namelijk in Brussel (EU), Berlijn, Londen, New York, Warschau, Wenen, Pretoria, Madrid, Parijs, Genève (VN), Rome en Kopenhagen (sinds 2020). Daarnaast zijn er nog kantoren in Praag en Boedapest. De kantoren in Lilongwe (Malawi) en Maputo (Mozambique) richten zich op ontwikkelingssamenwerking.

## De Diplomatieke Vertegenwoordiger
Aan het hoofd van de Algemene Afvaardiging staan een Diplomatieke Vertegenwoordiger en een adjunct of plaatsvervangend Diplomatiek Vertegenwoordiger.

### Ambtelijke positie en bevoegdheid
De Afgevaardigde van de Vlaamse Regering ressorteert protocollair onder de ambassadeur of permanent vertegenwoordiger van België, maar hij of zij behartigt op een autonome wijze de belangen van de Vlaamse Regering. De Afgevaardigde hangt administratief af van het Vlaams Departement Kanselarij en Buitenlandse Zaken, maar vertegenwoordigt in het betrokken ambtsgebied de hele Vlaamse Regering en is bevoegd voor alle materies waarvoor de Vlaamse overheid verantwoordelijk is. Dat slaat o.a. op cultuur en onderwijs, maar ook op droge en natte infrastructuur (waaronder spoorwegprojecten), ruimtelijke ordening, leefmilieu, energie, waterbeleid, landbouw en visserij, macro-economie, wetenschapsbeleid, enz.
Voor domeinen als het bevorderen van de Vlaamse export, het aantrekken van investeringen en het stimuleren van toerisme naar Vlaanderen, zijn aparte Vlaamse ambtenaren bevoegd.

### Opdracht
De Algemeen Afgevaardigde van de Vlaamse Regering heeft een brede politieke en diplomatieke opdracht.
De Algemeen Afgevaardigde moet de strategische samenwerking tussen Vlaanderen en Nederland uitbouwen, op alle terreinen waarvoor Vlaanderen bevoegd is. Verder rapporteert hij over relevante politieke en andere ontwikkelingen in het ambtsgebied, pleegt hij overleg en onderhandelt hij met bewindslieden, ambtenaren en andere partners in het ambtsgebied. Daarnaast neemt de Algemeen Afgevaardigde deel aan én ontwikkelt hij representatieve activiteiten. Zo dient hij – onder meer door gerichte communicatie - Vlaanderen op de kaart te zetten in het ambtsgebied.
De Vlaamse Afvaardiging in Den Haag behandelt ook grensoverschrijdende infrastructuurdossiers, zoals het op diepte houden van de Westerschelde en het tot stand brengen van een nieuwe zeesluis op het Kanaal Gent-Terneuzen. De Afvaardiging is tevens actief inzake samenwerking tussen Vlaamse en Nederlandse havens. Ook richt de samenwerking zich op milieu en natuur, energietransitie, circulaire economie, onderwijs, cultuur en zorg.

### Personen
| Nr. | Algemeen Afgevaardigde | Termijn      |
| --- | ---------------------- | ------------ |
| 1.  | Jos Aelvoet            | 1994 - 2001  |
| 2.  | Guy Janssens           | 2001 - 2002  |
| 3.  | Axel Buyse             | 2002 - 2008  |
| 4.  | Filip D'havé           | 2008 - 2014  |
| 5.  | Axel Buyse             | 2014 - 2018  |
| 6.  | Filip D'havé           | 2019 - heden |

Tussen april 2015 en december 2019 was Natasja Duhem de adjunct of plaatsvervangend Algemeen Afgevaardigde. Op 1 januari 2020 nam Eliah Peeters het van haar over. Zowel de Algemeen Afgevaardigde als de adjunct of plaatsvervangend Algemeen Afgevaardigde hebben een Belgisch diplomatiek statuut.

### Overige contacten
De Afvaardiging staat in nauw contact met twee andere Vlaamse diensten die in hetzelfde gebouw zijn gevestigd: het agentschap Toerisme Vlaanderen & Brussel en het Vlaams Agentschap voor Internationaal Ondernemen, Flanders Investment & Trade:
- Flanders Investment & Trade[1] promoot het internationaal ondernemen in Vlaanderen. Het helpt bedrijven met hun investeringsprojecten in Vlaanderen, brengt kopers in contact met Vlaamse producenten en ondersteunt en adviseert Vlaamse bedrijven in hun internationale activiteiten.
- Toerisme Vlaanderen & Brussel[2] vormt het Nederlandse kantoor van Toerisme Vlaanderen. Die organisatie wil de duurzame ontwikkeling van het toerisme en de toeristische sector in Vlaanderen bevorderen, met het oog op meer economisch rendement, tewerkstelling en sociaal welzijn.

Er is ook een culturele relatie met het Vlaams Cultuurhuis De Brakke Grond in Amsterdam:
- De Brakke Grond is een Nederlandse stichting die haar middelen vooral van de Vlaamse overheid krijgt toebedeeld. Het Vlaams Cultuurhuis is er voor Vlaamse kunstenaars en Nederlandse kunstliefhebbers die hun grenzen willen verleggen. De Brakke Grond initieert en realiseert programma's en samenwerkingen in hun huis in Amsterdam. De stichting brengt dus cultuur uit Vlaanderen naar Nederland.

De Algemene Afvaardiging heeft ook contacten met het Vlaams-Nederlands Cultuurhuis deBuren in Brussel. Ook zijn er contacten met de Taalunie en met de Nederlands-Vlaamse Accreditatieorganisatie.

## Doelstellingen
Nederland is en blijft een bevoorrechte partner voor Vlaanderen. Eind 2005 zette de toenmalige Vlaamse Regering het licht op groen voor een eerste Strategienota Vlaanderen-Nederland. Op 7 juli 2017 keurde de ministerraad een volledig herwerkte versie van de Strategienota goed. Hierin werden de doelstellingen van de Algemene Afvaardiging in Den Haag vastgelegd.
Om de doelstellingen van de Vlaamse Nederland-strategie in de praktijk te brengen, beschikt de Vlaamse overheid over een reeks instrumenten: het verdragsrecht, de Vlaamse diplomatieke Afvaardiging, politieke contacten, het ambtelijk overleg, de interne Vlaamse overlegstructuren, de intern-Belgische afstemming, samenwerking tussen decentrale overheden, enz.
Verder heeft Vlaanderen met geen enkele andere partner zoveel formele verdragen, memoranda van overeenstemming, niet-verdragsrechtelijke akkoorden en intentieverklaringen afgesloten als met Nederland, en dit over de meest diverse beleidsdomeinen.
De relaties tussen Vlaanderen en Nederland zijn dus veelzijdig en intensief. Er wordt intensief handel gedreven – Vlaanderen en Nederland behoren tot elkaars belangrijkste handelspartners en beide hebben een sterk vervlochten economie. Daarnaast wordt veel geschiedenis en cultuur gedeeld, en wordt dezelfde taal gesproken.

### Taal en cultuur
Het Nederlands dat in Vlaanderen gesproken en geschreven wordt, verschilt hier en daar wel van het Nederlands dat in Nederland gesproken en geschreven wordt. Maar die variaties binnen onze taal zijn niet anders dan de variaties die in grotere taalgebieden als het Duitse of Engelse bestaan. Er is dus niet zoiets als een aparte “Vlaamse” taal. Ook in de Belgische grondwet staat vermeld dat Nederlands een van de drie landstalen is, naast het Duits en het Frans. Ruim 60 procent van de Belgen spreekt Nederlands.
De gemeenschappelijke taal heeft in 1980 geleid tot de oprichting van de Nederlandse Taalunie. De Taalunie ontwikkelt en stimuleert beleid voor het Nederlands en ondersteunt het Nederlands in de wereld. Dit verdrag werd nog afgesloten door het Koninkrijk België omdat Vlaanderen toen nog niet de bevoegdheid had internationale verdragen af te sluiten. Sinds de Sint-Michielsakkoorden (1993) beschikken de deelstaten in België wel over de grondwettelijke bevoegdheid verdragen te sluiten met staten, andere regio’s en internationale organisaties over die materies waarvoor de deelstaat ook intern bevoegd is.
Ook inzake onderwijs werken Vlaanderen en Nederland samen. In het voorjaar van 2016 ondertekenden Vlaams minister Hilde Crevits en haar Nederlandse homologe Jet Bussemaker het zogenaamde Damesakkoord, dat in regelmatig overleg voorziet. Nog zo’n verdragsorganisatie, de Nederlands-Vlaamse Accreditatieorganisatie, waakt sinds begin 2005 over de kwaliteit van het hoger onderwijs in beide landen.
Het is voor Vlaanderen dus van essentieel belang dat de eenheid van de Nederlandse standaardtaal behouden blijft. De Vlaamse overheid zet zich dan ook in voor het behoud van één Nederlandse standaardtaal, voor het maximaal wegnemen van belemmeringen op een intense culturele wisselwerking, en voor de optimalisatie van de samenwerking inzake onderwijsbeleid in al zijn aspecten.

### Handel en investeringen
Vlaanderen en Nederland zijn economisch bijzonder sterk verknoopt. Dat is een gevolg van hun oude banden, van hun decennia-oude integratie binnen de Benelux en binnen de EU en haar voorlopers. In eerste instantie is de vervlechting een product van hun geostrategische ligging: aan de Noordzee en aan de monding van de Grote Rivieren, en tussen enerzijds de Noordse en Latijnse wereld en anderzijds de Angelsaksische en Duits-Midden-Europese economische ruimte.
De sterke economische vervlechting tussen Vlaanderen en Nederland blijkt uit het grote belang van de logistieke sector in beide landen. Het economische belang van de havens deint door de internationalisering en de doorgedreven verknoping van het economische weefsel eveneens verder uit. Dat stelt het havensysteem dan ook voor de uitdaging om de gegenereerde meerwaarde van het systeem binnen het gebied van de Lage Landen te houden.
In 2019 was Nederland de tweede Vlaamse exportmarkt en de eerste Vlaamse importleverancier. Dat maakt van Nederland de belangrijkste Vlaamse handelspartner, wat grotendeels te wijten is aan de handel in minerale brandstoffen en raffinageproducten. Daarnaast staat Nederland op vlak van investeringen richting Vlaanderen sinds 2020 weer bovenaan de ranglijst, net voor de Verenigde Staten.

### Infrastructuur
Vlaanderen en Nederland zijn sterk verbonden door waterwegen. Zo sloten Vlaanderen en Nederland eind 2005 een aantal verdragen in verband met de verruiming en het beheer van de Westerschelde. Bovendien werden verdragen afgesloten over de rivieren Schelde en Maas met betrekking tot bescherming, debiet en waterkwaliteit.
Verder zorgt de Nieuwe Sluis Terneuzen in de nabije toekomst voor een betere toegang en vlottere doorstroming vanaf de Westerschelde naar het Kanaal van Terneuzen naar Gent en verder landinwaarts. Daardoor zorgt het voor nieuwe economische activiteiten in zowel Zeeuws-Vlaanderen als Vlaanderen zelf. In het najaar van 2024 zal het eerste schip door de sluis varen. Mede gezien het grote belang van deze infrastructuur bekostigt Vlaanderen een groot deel van de aanleg van de Nieuwe Sluis.
Internationale samenwerking vindt ook plaats in de grensgebieden in het kader van Euregio-overeenkomsten. Door de aanleg van grensoverschrijdende infrastructuur, waaronder auto-, spoor- en fietswegen, is het grensoverschrijdende verkeer tussen Vlaanderen en Nederland tevens intensiever geworden.

### Politiek
In 2011 besloten de toenmalige bewindslieden om tweejaarlijks en alternerend een top te organiseren van de beide minister-presidenten met een delegatie van hun collega-regeringsleden. Op 4 juli ontmoetten de Vlaamse minister-president Kris Peeters, en zijn Nederlandse ambtgenoot Mark Rutte, elkaar in Bornem. Die topontmoeting stond vooral in het teken van de economie.
In 2013 volgde een tweede topontmoeting in de reeks die in 2011 was ingezet. Ze vond plaats in Maastricht, op 8 oktober, waar dezelfde minister-presidenten elkaar troffen. De afspraken sloegen  onder meer op samenwerking inzake innovatie in de hightech en de toekomst van de petrochemische industrie, logistiek en transport, kennisuitwisseling en onderzoek.
Eind 2015 besloten minister-presidenten Geert Bourgeois en Mark Rutte om op 7 november 2016 een nieuwe topontmoeting te organiseren. Die ontmoeting moest andermaal onderstrepen dat Nederland Vlaanderen wil behandelen in overeenstemming met het grondwettelijke statuut en evenredig aan het economisch soortelijk gewicht dat de deelstaat binnen België in- en aanneemt.
Op 5 november 2018 trok de Vlaamse Regering naar Middelburg voor een vierde topontmoeting. Deze stond hoofdzakelijk in het teken van innovatie en infrastructuur. Vanwege de coronapandemie die dat jaar was uitgebroken, verliep de laatste top van 4 november 2020 echter volledig digitaal. Minister-presidenten Jan Jambon en Mark Rutte besloten samen te werken aan een veerkrachtig herstel en aan een duurzame innovatieve toekomst.
De Vlaams-Nederlandse top is het hoogtepunt van een beleidscyclus waarin beide landen streven naar strategische samenwerking op zoveel mogelijk terreinen en waarbij beide landen nieuwe afspraken maken op basis van "welbegrepen, gedeeld eigenbelang".
In de voorbereiding op de top houdt de Algemeen Afgevaardigde de belangrijkste vormen van institutionele samenwerking bij. De Afgevaardigde stimuleert de samenwerkingsvormen en neemt acte van nieuwe, interessante samenwerkingsideeën. Die opbouw wordt dan zoveel mogelijk met de Nederlandse instanties gedeeld. De top wordt zo de bekroning van een steeds intensievere samenwerking tussen Vlaanderen en Nederland.

## Vestiging
De Vlaamse Afvaardiging is gevestigd aan de Koninginnegracht 86 in Den Haag, het politieke centrum van Nederland. Het pand van de Afvaardiging is formeel een “bijhuis” van de Belgische ambassade. Het pand werd in 2016-2017 grondig gerenoveerd. Voor het gebouw hangen drie vlaggen: de vlag van Vlaanderen (meestal de Vlaamse Leeuw genoemd), de zwart-geel-rode Belgische vlag en de vlag van Europa.